# Pinduoduo
Pinduoduo (Chino: 拼多多; Pinyin: Pīn duōduō), conocida también como PDD Holdings es un conglomerado de origen chino cuya sede se encuentra en Shanghái, y con presencia en Dublín. Aunque en origen se centraba en el comercio de la zona más rural y agrícola de China, es ahora la propietaria de las aplicaciones de grandes mercados en línea como Pinduoduo y Temu. Su presidente es Lei Chen.
Pinduoduo es actualmente la aplicación de comercio digital más visitada de China, sólo por detrás de Taobao, propiedad de Alibabay Temu es una de las aplicaciones de comercio más descargadas del año 2022 en Estados Unidos, superando a Shein, penetrando con igual fuerza en otros países occidentales como España. Así se ve reflejado en los ingresos totales, llegando a 5480 millones de dólares y 1008 millones de beneficios.